# كينغسلي أووسو
كينغسلي أووسو (بالإنجليزية: Kingsley Owusu)‏ هو لاعب كرة قدم غاني، ولد في 3 أغسطس 2002.